# Vad galamb
A Vad galamb (eredeti cím: Valiant) 2005-ben bemutatott amerikai–brit 3D-s számítógépes animációs kalandfilm-vígjáték, amelyet Gary Chapman rendezett. A mozifilm a Walt Disney Pictures és a Vanguard Animation gyártásában készült, a Buena Vista Pictures forgalmazásában.
Amerikában 2005. augusztus 19-én, Nagy-Britanniában 2005. március 25-én, Magyarországon 2005. szeptember 15-én mutatták be a mozikban.

## Szereplők
| Szereplő                | Eredeti hang        | Magyar hang    | Leírás                                                                                  |
| ----------------------- | ------------------- | -------------- | --------------------------------------------------------------------------------------- |
| Virgonc                 | Ewan McGregor       | Csőre Gábor    | Az ifjú galambfiú, a film főhőse.                                                       |
| Gixer                   | Ricky Gervais       | Kamarás Iván   | Virgonc barátja, a Királyi Postagalamb Szolgálat tagja.                                 |
| Von Karom, Her General  | Tim Curry           | Ujlaki Dénes   | A gonosz félszemű sólyomvezér.                                                          |
| Hadnagy                 | Jim Broadbent       | Kristóf Tibor  |                                                                                         |
| McChip szárnyparancsnok | Hugh Laurie         | Reviczky Gábor |                                                                                         |
| Merkúr hadnagy          | John Cleese         | Balázs Péter   |                                                                                         |
| Viktória                | Olivia Williams     | Orosz Anna     | Az ifjú galamblány, Virgonccal egykorú, a Királyi Postagalamb Szolgálat ifjú ápolónője. |
| Schreckling             | Rik Mayall          | Magyar Attila  | A két őrszem Von Karom segédei.                                                         |
| Untervogel              | Michael Schlingmann | Hajdu István   | A két őrszem Von Karom segédei.                                                         |
| Felsődúci Magos Tádé    | Pip Torrens         | Kerekes József | Az angol galamb, a Királyi Postagalamb Szolgálat tagja.                                 |
| Tollász                 | Dan Roberts         | Bácskai János  | A galamb fivérek, Virgonc barátai, a Királyi Postagalamb Szolgálat tagja.               |
| Csipcsup                | Brian Lonsdale      | Németh Gábor   | A galamb fivérek, Virgonc barátai, a Királyi Postagalamb Szolgálat tagja.               |
| Félix                   | John Hurt           | Horányi László | A falábú sirály, a madármulató gazdája, Virgoncék barátja.                              |
| Elza                    | Annette Badland     | Vándor Éva     | Virgonc anyja, aki folyton félti a fiát.                                                |
| Suzie Orleány           | Sharon Horgan       | Timkó Eszter   | A nőstényegér hadnagy.                                                                  |
| Jacques                 | Sean Samuels        | Pálfai Péter   | A francia akcentussal beszélő idős egértábornok.                                        |
| Rollo                   | Buckley Collum      | Bolba Tamás    | A tűzforgató kövér egér.                                                                |
| Felvevő tiszt           | Harry Peacock       | Juhász György  | Az egyik ember, aki az közli, hogy változott a terv.                                    |
| Galamblány              | Heidi Fecht         | Ősi Ildikó     | Galambleány a madármulatóban.                                                           |
| Szarkák                 | Mike Harbour        | Tarján Péter   | A két balek szarka, akik nem szereti, ha Gixer átver.                                   |
| Szarkák                 | Jonathan Ross       | Varga Tamás    | A két balek szarka, akik nem szereti, ha Gixer átver.                                   |

## Szinkronstábok
| Magyar változat munkatársai | Magyar változat munkatársai |
| --------------------------- | --------------------------- |
| Felolvasó                   | Bozai József                |
| Magyar szöveg               | Tóth Tamás                  |
| Hangmérnök                  | Fék György                  |
| Rendezőasszisztens          | Kajdácsi Brigitta           |
| Vágó                        | Kajdácsi Brigitta           |
| Gyártásvezető               | Fehér József                |
| Szinkronrendező             | Csörögi István              |
| Szinkronstúdió              | Mafilm Audio Kft.           |